# Бурин
Бурин је врста ветра на Јадрану. Дува са североистока, као и бура, али ноћу. Представља супротност маестралу и слабијег је интензитета од њега.